# Kreuzkirche (Völs)

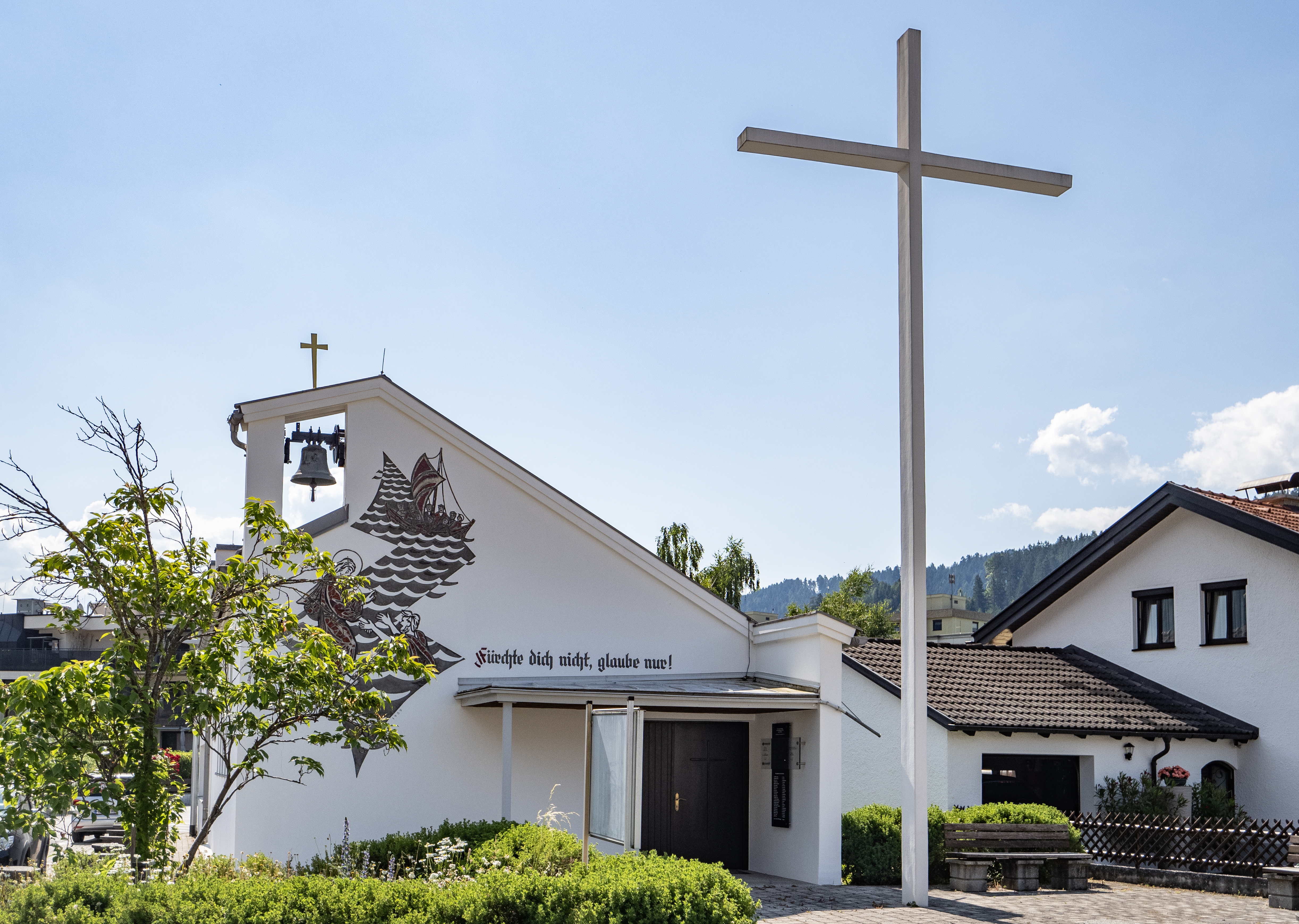
Die westliche Front der Kreuzkirche

Die Kreuzkirche ist die evangelisch-lutherische Kirche von Völs im Bezirk Innsbruck-Land in Tirol. Sie gehört der Evangelischen Superintendentur A. B. Salzburg und Tirol an.

## Geschichte
Die Völser Kreuzkirche entstand 1958 als Predigtstation der Christuskirche Innsbruck für die zumeist evangelischen Flüchtlinge aus ehemals deutschsprachigen Gebieten Osteuropas, die sich in der Völser Friedenssiedlung angesiedelt hatten. Die Einweihung des nach Plänen von Albert Andergassen errichteten Kirchenbaus erfolgte am 11. Oktober 1959. 

## Architektur
Die Kreuzkirche ist ein einfacher, gemauerter, länglicher Bau mit hochgezogener Giebelwand. Die asymmetrische Fassade mit seitlich aufgesetztem Glockenträger und dem namengebenden freistehenden, zehn Meter hohen Kreuz aus Stahlbeton wird beherrscht von dem 1959 geschaffenen Sgraffito Jesus und der sinkende Petrus auf dem See Genezareth von Heinz Scheffler, das den sinkenden Petrus und die Inschrift „Fürchte dich nicht, glaube nur!“ zeigt (Matthäus 14,31 ). Im Osten schließt ein 1975 hinzugefügter, flach gedeckter Zubau  mit Gemeinderaum und Kleinwohnung an. Das Sgraffito an der Ostfassade des Zubaus  mit Fischen wurde 2002 von Heinz Scheffler geschaffen.
Der Kirchenraum der seitlich durch schmale Rechteckfenster belichteten Saalkirche wird durch ein flachgeneigtes Betonsparrendach geschlossen. Der nach den Vorgaben des Rummelsberger Programms um zwei Stufen erhöhte Altarbereich enthält vor dem Kreuz eine plastische Darstellung des Auferstandenen Christus. Über der seitlich stehenden Orgel ist das Psalmwort  „Singet dem Herrn ein neues Lied, denn er tut Wunder!“ (Psalm 98 ) angebracht.